# Јорба Линда (Калифорнија)
Јорба Линда (енгл. Yorba Linda) град је у америчкој савезној држави Калифорнија. По попису становништва из 2010. у њему је живело 64.234 становника.

## Демографија
Према попису становништва из 2010. у граду је живело 64.234 становника, што је 5.316 (9,0%) становника више него 2000. године.
| Група             | 2000.          | 2010.          |
| Белци             | 44.071 (74,8%) | 42.183 (65,7%) |
| Афроамериканци    | 688 (1,2%)     | 835 (1,3%)     |
| Азијати           | 6.537 (11,1%)  | 10.030 (15,6%) |
| Хиспаноамериканци | 6.044 (10,3%)  | 9.220 (14,4%)  |
| Укупно            | 58.918         | 64.234         |